# Branko Rašić
Branko Rašić (ur. 13 lutego 1976 w Prokuplju) – serbski piłkarz występujący na pozycji pomocnika lub napastnika.
Jest wychowankiem Crvenej Zvezdy. Następnie występował w lidze meksykańskiej, ukraińskiej oraz polskiej. Wiosną sezonu 2009/2010 występował w barwach Spartakusa II Szarowola (Klasa B, grupa Zamość II).
Z jego transferem z Železničara i nieprawidłościami przy uprawnianiu zawodnika do gry w Polsce związana jest ciągnąca się w latach 2002–2006 tzw. sprawa Rašicia.